# Multai
Multai (Hindi: इटारसी) ist eine Stadt im Distrikt Betul im Süden des indischen Bundesstaats Madhya Pradesh. Die Stadt ist ein regional bedeutender hinduistischer Pilgerort.

## Lage
Multai liegt im Satpuragebirge im Quellgebiet des Tapti in einer Höhe von etwa 760 m ü. d. M. Die Entfernung zur nordwestlich gelegenen Hauptstadt Madhya Pradeshs, Bhopal, beträgt ungefähr 225 km (Fahrtstrecke); bis zur Distriktshauptstadt Betul sind es knapp 50 km in nordwestlicher Richtung. Das Klima ist warm bis heiß; Regen (ca. 1015 mm/Jahr) fällt nahezu ausschließlich während der sommerlichen Monsunzeit.

## Bevölkerung
Offizielle Bevölkerungsstatistiken werden erst seit 1991 geführt und veröffentlicht.
| Jahr      | 1991   | 2001   | 2011   |
| Einwohner | 19.789 | 21.423 | 29.976 |

Die mehrheitlich Hindi sprechende Bevölkerung der Stadt besteht zu etwa 84,5 % aus Hindus, zu knapp 12,5 % aus Moslems und zu etwa 2 % aus Jains; andere Religionen (Christen, Sikhs und Buddhisten) bilden kleine Minderheiten. Wie bei Volkszählungen im Norden Indiens üblich, liegt der männliche Bevölkerungsanteil deutlich höher als der weibliche.

## Wirtschaft
Die Landwirtschaft in den Dörfern der Umgebung spielt traditionsgemäß die primäre Rolle im Wirtschaftsleben der Region; im Ort selbst gibt es verschiedene Handwerks- und Dienstleistungsbetriebe und auch die zahlreichen Pilger tragen ganz wesentlich zu den privaten und städtischen Einnahmen bei.

## Geschichte
Die von den großen Ereignissen der indischen Geschichte weitgehend unberührte Stadt gehörte im 15. Jahrhundert zum Sultanat Malwa mit der Hauptstadt Mandu. Das Sultanat fand sein Ende im Jahr 1531, als es vom Sultanat Gujarat erobert wurde. Im Jahr 1561 wurde die Gegend vom Großmogul Akbar I. in das Mogulreich integriert und kam im Jahr 1818 unter die Herrschaft der Briten.

## Sehenswürdigkeiten
Im wahrscheinlich bereits über 1000 Jahre alten Ort und in seiner näheren Umgebung stehen zahlreiche neuere Hindu- und Jain-Tempel. Die wichtigste hier verehrte Göttin ist Tapati, die Tochter des Sonnengottes Vivasvat, aber auch andere Götter des Hindu-Pantheons wie Shiva und Hanuman werden im Ort oder der näheren Umgebung in eigenen Tempeln verehrt.